# San Pedro de Lloc
San Pedro de Lloc ist eine Stadt in der Region La Libertad in Peru. Sie ist Hauptstadt der Provinz Pacasmayo. Die Einwohnerzahl betrug beim Zensus 2017 13.622. 10 Jahre zuvor lag sie bei 12.171.
San Pedro de Lloc liegt etwa 82 km nördlich der Großstadt Trujillo in der wüstenhaften, ariden Küstenebene von Nordwest-Peru. Die 43 m hoch gelegene Stadt liegt 8 km von der an der Pazifikküste gelegenen Stadt Pacasmayo entfernt.

## Persönlichkeiten
- Severo Aparicio Quispe OdeM (1923–2013), römisch-katholischer Theologe und Kirchenhistoriker sowie Weihbischof in Cuzco
- Antonio Raimondi, italienisch-peruanische Wissenschaftler, der in San Pedro de Lloc seinen letzten Wohnsitz hatte. Sein Haus dient Besuchern heute als Museum.